# Атекиса
Атекиса (исп. Atequiza) — муниципалитет в Мексике, входит в штат Халиско. Население 5301 человек (на 2000 год).

## История
В 1556 году город основал Хуан Ортис де Урбина.

## Фотографии

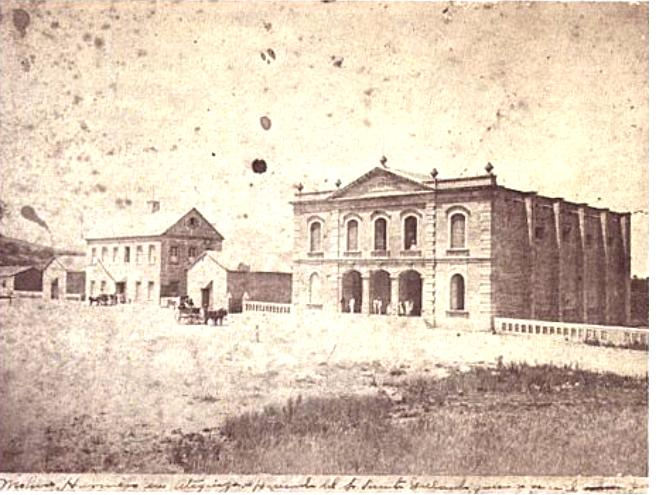
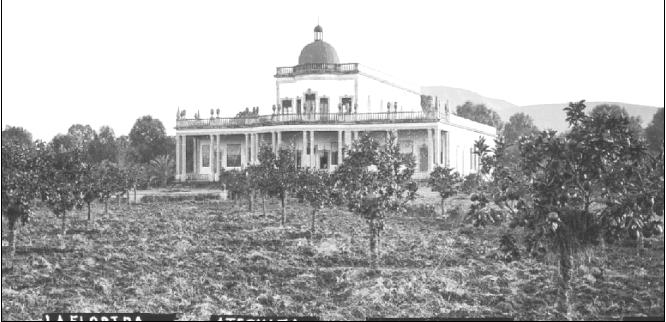
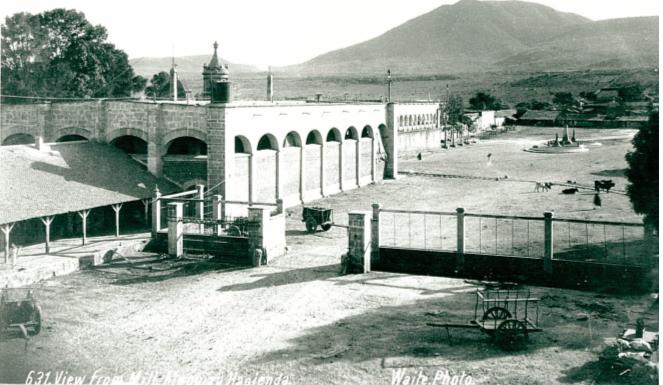
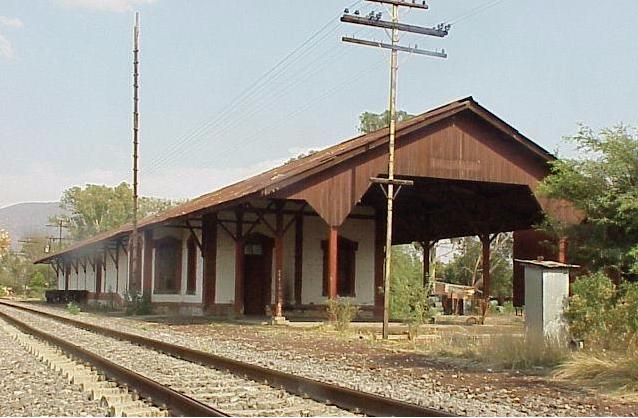
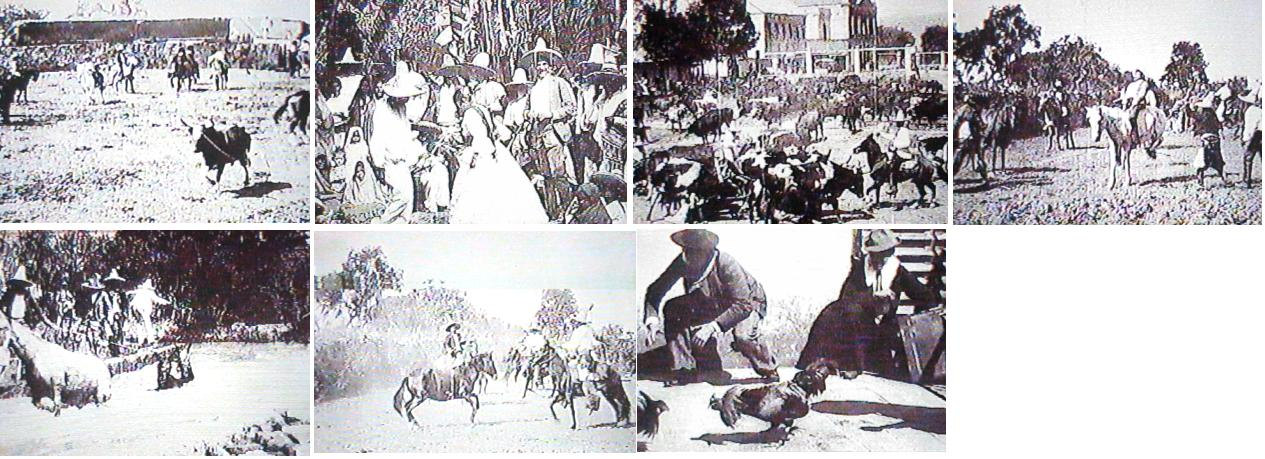
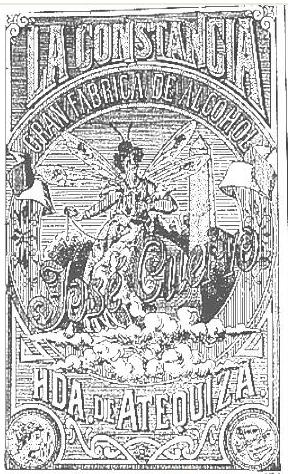
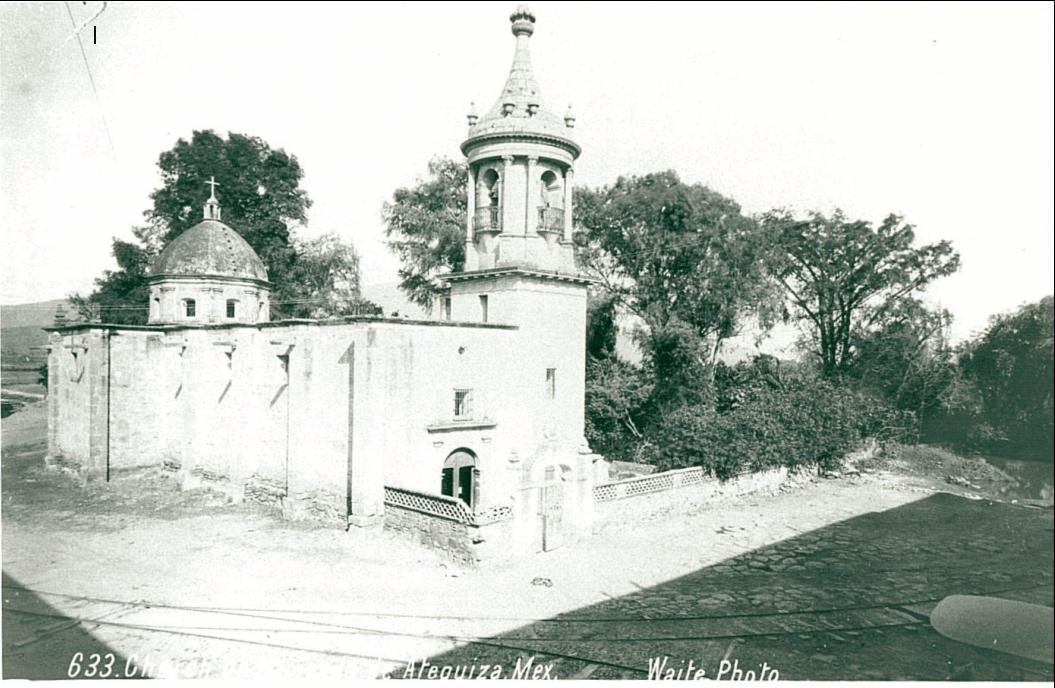
Башня